# Prvenstvo Anglije 1936
Prvenstvo Anglije 1936 v tenisu.

## Moški posamično
Fred Perry :  Gottfried von Cramm, 6-1, 6-1, 6-0

## Ženske posamično
Helen Hull Jacobs :  Hilde Krahwinkel Sperling, 6-2, 4-6, 7-5

## Moške dvojice
Pat Hughes /  Raymond Tuckey :  Charles Hare /  Frank Wilde, 6–4, 3–6, 7–9, 6–1, 6–4

## Ženske dvojice
Freda James /  Kay Stammers :  Sarah Fabyan /  Helen Hull Jacobs, 6–2, 6–1

## Mešane dvojice
Dorothy Round  /  Fred Perry :  Sarah Palfrey Cooke /  Don Budge, 7–9, 7–5, 6–4